# Palloptera laetabilis
Palloptera laetabilis är en tvåvingeart som beskrevs av Friedrich Hermann Loew 1873. Palloptera laetabilis ingår i släktet Palloptera och familjen prickflugor. Inga underarter finns listade i Catalogue of Life.